# Рибосомний білок L31
Рибосомний білок L31 (англ. Ribosomal protein L31) – білок, який кодується геном RPL31, розташованим у людей на короткому плечі 2-ї хромосоми. Довжина поліпептидного ланцюга білка становить 125 амінокислот, а молекулярна маса — 14 463.
| 10         |  | 20         |  | 30         |  | 40         |  | 50         |
| ---------- |  | ---------- |  | ---------- |  | ---------- |  | ---------- |
| MAPAKKGGEK |  | KKGRSAINEV |  | VTREYTINIH |  | KRIHGVGFKK |  | RAPRALKEIR |
| KFAMKEMGTP |  | DVRIDTRLNK |  | AVWAKGIRNV |  | PYRIRVRLSR |  | KRNEDEDSPN |
| KLYTLVTYVP |  | VTTFKNLQTV |  | NVDEN      |  |            |  |            |

A: Аланін

D: Аспарагінова кислота

E: Глутамінова кислота

F: Фенілаланін

G: Гліцин

H: Гістидин

I: Ізолейцин

K: Лізин

L: Лейцин

M: Метіонін

N: Аспарагін

P: Пролін

Q: Глутамін

R: Аргінін

S: Серин

T: Треонін

V: Валін

W: Триптофан

Цей білок за функціями належить до рибонуклеопротеїнів, рибосомних білків.